# Нижня Мулянка (річка)
Муля́нка (рос. Мулянка) або Нижня Муля́нка (рос. Нижняя Мулянка) — мала річка в Пермському краю (в Європейській частині Росії), ліва притока Ками. Протікає по території Пермського району.

## Географія
Нижня Мулянка впадає до Ками на відстані 653 км від її гирла. Довжина річки — 44 км. Її
найбільші притоки:
- Сарабаїха — права притока, довжина 19 км, впадає в Нижню Мулянку за 19 км від гирла.
- Велика Усолка — права притока, довжина 14 км, за 24 км від гирла.
- Юрчим — права притока, довжина 12 км, за 4,8 км від гирла.

## Історія
На відміну від більшості річок Пермського краю, топонімія яких вважається пермсько-фінно-угорськой, назви річок Верхня Мулянка і Нижня Мулянка походить від перського слова «мулла». Дослідники історії Пермського краю пов'язують це з татарським князем Маметкулом, який поселився в цій місцевості до або під час царювання Івана Лютого і був імамом або муллою. Його старший син, Урак-бей Маметкулов, жив на Верхній Мулянці, а молодший, Ірак-бей Сюндюк-бей Маметкулов — на Нижній Мулянці. Звідси і отримали назву ці річки, а також розташовані на них села Верхні Мулли і Нижні Мулли, відповідно. Давніші, дотюркські, назви цих річок не збереглися.
У 1570 році святий Тріфон Вятській поселився на березі річки і проповідував християнство серед ханти і мансі, що мешкали там.